# Hodkovice (Jívka)

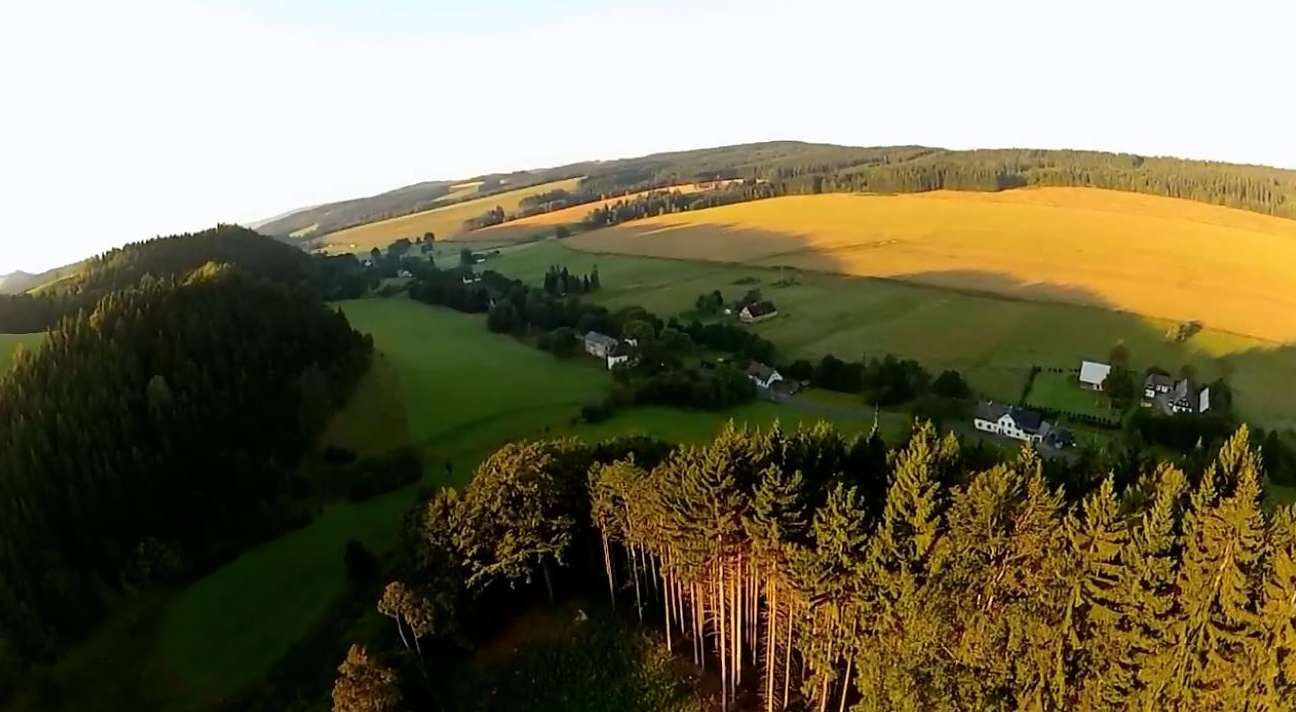
Blick über Hodkovice zum Qualischer Riegel

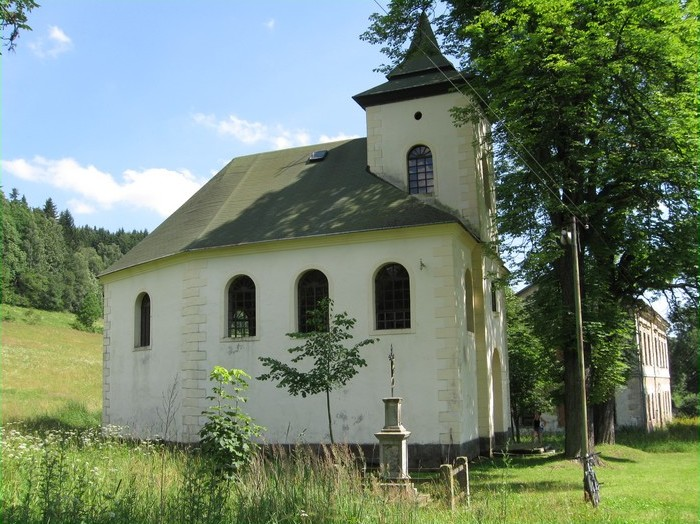
Kapelle Johannes des Täufers

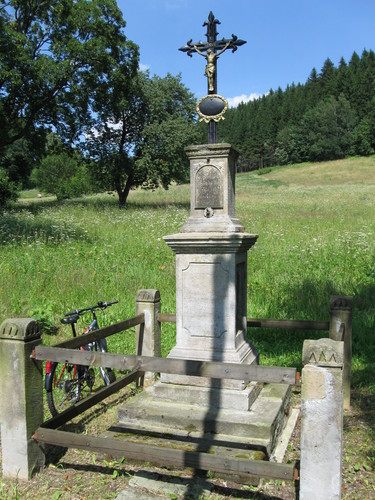
Wegkreuz neben der Kapelle

Hodkovice (deutsch Hottendorf) ist eine Grundsiedlungseinheit der Gemeinde Jívka in Tschechien. Sie liegt sieben Kilometer westlich von Teplice nad Metují nahe der polnischen Grenze und gehört zum Okres Trutnov.

## Geographie
Hodkovice befindet sich im Nordwesten des Braunauer Berglandes zwischen den Adersbach-Weckelsdorfer Felsenplatte und der Závora (Qualischer Riegel); das Dorf erstreckt sich auf einer Länge von zwei Kilometern im oberen Tal des Dřevíč (Erlitzbach). Nordöstlich von Hodkovice entspringt die Metuje, westlich der Dřevíč und nordwestlich der Graupenbach. Im Nordosten erhebt sich der Starozámecký vrch (Althausberg, 681 m n.m.), südöstlich die Liščí hora (Fuchsberg, 710 m n.m.) und der Nad Srázem (Schindelgrube, 738 m n.m.), im Südwesten die Přední Hradiště (Vorder Ratsch, 710 m n.m.) sowie westlich die Krupná hora (Kraupen bzw. Graupenberg, 706 m n.m.).
Nachbarorte sind Krčmov und Horní Adršpach im Norden, Havraní Město und Dolní Adršpach im Nordosten, die Wüstung Kalousy (Kahlhaus), Bučnice und Střemenské Podhradí im Osten, die Wüstungen Záboř und Záboř und Skály im Südosten, Janovice und Radvanice im Süden, Studénka, Slavětín und U Hájovny im Südwesten, Chvaleč und Okrzeszyn im Westen sowie Uniemyśl im Nordwesten.

## Geschichte
Die erste urkundliche Erwähnung des zum Gut Ober Wekelsdorf gehörigen Dorfes Hodkowycz erfolgte 1402. Im 17. Jahrhundert erwarben die Straka von Nedabylic das Gut. 1677 wurde der Ort als Hottensdorf bezeichnet. Entsprechend dem 1710 von Johann Peter Straka von Nedabylice (1645–1720) niedergelegten Testament flossen die Einnahmen aus Hottendorf nach dem Tod seines minderjährigen Sohnes Johann Karl in das Kapital zur Gründung einer Straka-Stiftung zur Errichtung einer adeligen Ritterakademie ein. Bis zur Mitte des 18. Jahrhunderts unterstand Hottendorf der Johnsdorfer Ortsgerichtsbarkeit und bildete danach eine eigene Gemeinde. 1757 lebten in dem Dorf 120 Personen, Kinder unter zehn Jahren wurden dabei nicht miterfasst. Nachdem der Bau eines Gebäudes für die Ritterakademie das Stiftungsvermögen fast aufgebraucht hatte, verfügte Kaiser Joseph I. 1782 die Verwendung der Einkünfte aus den Stiftungsgütern Liebtschan, Okrauhlitz und Ober Wekelsdorf als eine Stiftung für studierende böhmische Jünglinge adeligen Standes unter der Aufsicht der böhmischen Stände. Im Jahre 1785 standen in Hottendorf 46 Häuser.
Im Jahre 1836 bestand das im Königgrätzer Kreis gelegene Dorf Hottendorf, auch Huttendorf bzw. Hotkowice genannt, aus 61 Häusern, in denen 357 überwiegend deutschsprachige Personen lebten. Zu Hottendorf inskribiert war die aus vier Häusern bestehende Einschicht Kalaus bzw. Kalthaus. Im Ort gab es eine dem hl. Johannes von Nepomuk geweihte Kapelle; der Meierhof Kalaus war zeitlich verpachtet. Haupterwerbsquelle bildete wegen der wenig ertragreichen Höhenlage die Futterwirtschaft, außerdem wurde Flachsbrecherei betrieben. Das Dorf war nach Ober-Adersbach eingepfarrt, Schulort war Johnsdorf. Bis zur Mitte des 19. Jahrhunderts blieb das Dorf dem Stiftungsgut Ober Wekelsdorf untertänig.
Nach der Aufhebung der Patrimonialherrschaften bildete Hottendorf ab 1849 eine Gemeinde im Gerichtsbezirk Politz. Im Jahre 1850 hatte das Dorf 381 Einwohner. 1868 wurde das Dorf nach Johnsdorf eingemeindet und dem Bezirk Braunau zugeordnet. Im selben Jahre wurde die Schule errichtet, zuvor fand der Unterricht in Johnsdorf statt. In den 1880er Jahren löste sich Hottendorf wieder von Johnsdorf los und bildete eine eigene Gemeinde. 1885 lebten in Hottendorf 369 Menschen, davon 354 Deutsche. 1894 wurde Hottendorf Teil des neu gebildeten Gerichtsbezirkes Wekelsdorf. Im Jahre 1900 hatte das Dorf 336 Einwohner, 1930 waren es 288. Zwischen 1906 und 1908 wurde durch das Erlitzbachtal die Lokalbahn Wekelsdorf–Parschnitz–Trautenau angelegt; auf Johnsdorfer Flur wurde die Bahnstation Johnsdorf-Hottendorf angelegt. Von 1939 bis 1945 gehörte das das Dorf zum deutschen Landkreis Braunau. 1939 lebten in Hottendorf 248 Personen.
Nach dem Zweiten Weltkrieg kam das Dorf zur Tschechoslowakei zurück und die deutschen Bewohner wurden vertrieben. Die Wiederbesiedlung gelang kaum. 1949 wurde das entvölkerte Dorf nach Janovice eingemeindet. Nachdem das letzte Haus von Kalousy abgebrannt war, erlosch die Siedlung. Im Zuge der Gemeindegebietsreform von 1960 wurde Hodkovice nach der Aufhebung des Okres Broumov dem Okres Trutnov zugeordnet. 1961 lebten in Hodkovice nur noch 94 Personen. Zusammen mit Janovice wurde das Dorf am 1. März 1980 nach Jívka eingemeindet und verlor damit auch den Status eines Ortsteils. Heute hat Hodkovice nur noch ca. 20 ständige Einwohner; im Ort gibt es mehrere Unterkünfte, die zumeist von Wanderern in die Felsenstadt genutzt werden.

## Ortsgliederung
Die Grundsiedlungseinheit Hodkovice bildet den Katastralbezirk Hodkovice u Trutnova. Auf den Fluren von Hodkovice liegt die Wüstung Kalousy (Kahlhaus).

## Sehenswürdigkeiten
- Kapelle Johannes des Täufers, der neoklassizistische Bau entstand 1862 und ist als Kulturdenkmal geschützt.[4]
- Wegkreuz, neben der Kapelle